# Полскава (река)
Полскава (словен. Polskava) је лева притока реке Дравиње у Словенији. Извире на Похорју, близу Ареха на надморској висини од 950 метара.. Од извора тече на исток поред Шмартог при Похорју, Згорње Полскаве, Сподње Полскаве, Прагескога, Ловренца на Дравскем пољу и после 40 km тока код Видема при Птују улива се у Дравињу
Површина порјечја је 43 km².